# Organizacijska pripadnost
Organizacijska pripadnost je psihološki konstrukt, ki predstavlja navezanost posameznika na organizacijo.  Raziskave o omenjenem konstruktu potekajo znotraj področja psihologije dela.

## Opredelitev organizacijske pripadnosti
Organizacijska pripadnost predstavlja pripadnost celotni organizaciji, hkrati pa lahko predstavlja multiplo pripadnost idejam organizacije (ciljem, vrednotam, artefaktom) ter pripadnost organizaciji, uniji in timu. Koncept organizacijske pripadnosti lahko prenesemo tudi na področje družine, političnih in kulturnih skupin. Posamezniki lahko hkrati pripadajo več različnim skupinam; najpogosteje so to družina, organizacija in poklicna skupina. Vendar pa lahko pripadnost instituciji zmanjša pomen pripadnosti ostalim skupinam . Individualna pripadnost organizaciji ima velik vpliv na to, kako zaposleni opravljajo delo in kako sami sebe zaznavajo na delovnem mestu .

Organizacijska pripadnost je pomembno povezana z izpolnjevanjem psihološke pogodbe , saj delo, ki ga  posameznik opravlja v skladu s psihološko pogodbo vodi k višji posameznikovi pripadnosti organizaciji. Organizacijska pripadnost lahko spremeni in vpliva na posameznikovo kariero. Posamezniki lahko dosežejo različne tipe organizacijske pripadnosti . Zaradi razvijanja odnosa med posameznikom in organizacijo ter razvijanja odnosa do dela, se organizacijska pripadnost posameznika spreminjam tekom njegove kariere. Ta odnos – pripadnost - posameznik oblikuje na tak način, da ima sam na koncu največ »dobička«.

## Trikomponentna teorija pripadnosti
Meyer in Allen  sta organizacijski model pripadnosti ustvarila z dvema namenoma, in sicer:
- Pomoč pri interpretaciji  obstoječih raziskav

- Ustvarjanje okvirja za prihodnje raziskave

Njuna študija je bila v glavnem zasnovana na predhodnih študijah organizacijske pripadnosti. Pripadnost sta skušala pojasniti s tro-komponentnim modelom pripadnosti, ki zajema emotivno pripadnost, kalkulativno pripadnost in normativno pripadnost.
- Emotivna pripadnost

Predstavlja pozitivno emocionalno navezanost na organizacijo. Posameznik z emotivno pripadnostjo se počuti vključenega v organizacijo, izraža želje in hotenja do organizacije ter dela. Posameznik z močno emotivno organizacijsko pripadnostjo se identificira s cilji organizacije in si želi postati oz. ostati del organizacije. Pri tem profilu pripadnosti je pomembna želja - posameznik je v podjetju, ker si tega želi. Pozitivni učinki emotivne pripadnosti se kažejo kot zadovoljstvo pri delu. Z emotivno pripadnostjo so povezani številni faktorji kot so starost, pozicija posameznika v organizaciji, spol in izobrazba; nobena izmed naštetih lastnosti pa ni prevladujoča. Avtorja navajata, da je težavno definirati lastnosti, ki vplivajo na emotivno pripadnost.
- Kalkulativna pripadnost

Kaže se kot posameznikovo zaznavanje škode nastale zaradi odhoda z določenega delovnega mesta. Kalkulativna pripadnost je rezultat razmisleka o škodi oz. izgubi, ki bi jo posameznik doživel v primeru, da ne bi bil več pripadnik organizacije.  Škoda je lahko ekonomska (vpliv posameznikovega odhoda na njegovo pokojnino) ali socialna (odhod z organizacije bi predstavljal razrahljanje odnosov s sodelavci). V kolikor zaposlen meni, da mu njegovo delovno mesto povzroča več škode kot koristi lahko razmišlja o alternativah kot so: izbira druge organizacije, izboljšanje osebnih odnosov in zmanjšanje (ali preprečitev) drugih stranskih učinkov zaradi odhoda iz organizacije. Vendar pa je po mnenju avtorjev problem v tem, da se »negativni stranski učinki« ne pojavijo hkrati, temveč se počasi akumulirajo,na kar vpliva tudi zamenjevanje različnih pozicij v organizaciji.
- Normativna pripadnost

Razvije se iz občutka obvezanosti in nuje do ohranitve delovnega mesta. Ta občutek lahko izvira iz velikega napora in želje po zaposlitvi v dotični organizaciji, iz katerega se je potem razvil občutek, da mora zaposlen zelo dobro delati za ohranitev delovnega mesta. Primer, ki ga navajata avtorja je udeležba na izobraževanju, ki so ga plačali delodajalci. Delojemalcu predstavlja ta gesta razlog za vztrajanje na delovnem mestu, saj tako lahko povrne stroške (ki so jih imeli z njegovim izobraževanjem) delodajalcem. Normativna pripadnost morda odraža ponotranjene norma, ki so se razvijale tekom posameznikovega zgodnjega obdobja življenja ali tekom drugih socializacijskih procesov. Preko omenjenih procesov posameznik pridobi občutek lojalnosti, ki je osnova normativni pripadnosti organizaciji. Avtorja zaključita, da tudi, če posameznik pripada zaradi obveze, še vedno kaže angažiranost na delovnem mestu, zaradi česar dobiva spodbude v materialni ali nematerialni obliki. Na normativno pripadnost lahko gledamo tudi kot na sredstvo organizacijske socializacije in socializacijo v kulturo . Vendar pa lahko normativna pripadnost v kombinaciji s kalkulativno pripadnostjo vodi do kontraproduktivnega vedenja zaposlenih na delovnem mestu .

### Kritika raziskave
Raziskava je bila teoretično zasnovana, čemur lahko botruje pomanjkanje globine, glede na druge raziskave. Omar Solinger, Woody Olffen in Robert Roe  so mnenja, da model ni konsistenten z empiričnimi ugotovitvami. Omenjeni avtorji zato raje predlagajo uporabo odnosno - vedenjski model Alice Eagly in Shelly Chaiken.  Tro-komponentni model kombinira različna stališča do fenomena pripadnosti. Avtorji pravijo, da tro-komponentni model ni generalni model, temveč je namenjen napovedovanju fluktuacije zaposlenih. V modelu se avtorja ukvarjata s tem, zakaj bi naj ljudje ostali v organizaciji: če si to želijo, če je to potrebno in če so v to prisiljeni oz. morajo. V modelu je pomešan odnos do organizacije z odnosom do ohranitve položaja v organizaciji ali zapustitvi organizacije. Model bi se moral posvetiti originalnemu razumevanju organizacijske pripadnosti kot odnosa do organizacije.

### Pripomoček za merjenje organizacijske pripadnosti
Organizacijska pripadnost je multidimenzionalni konstrukt, po Meyer and Allen  - trokomponentni konstrukt. Glede na njuno teorijo sta ustvarila pripomoček za merjenje organizacijske pripadnosti. Ugotovila sta, da se trikomponentni kontrukti razlikujejo od mer zadovoljstva z delom, mer delovnih vrednot, mer zavezanosti karieri in delu in mer organizacijske podpore. Preko te ugotovitve pojasnjujeta pomembnost organizacijske pripadnosti, ki ni zamenljiva s prej naštetimi konstrukti. Vprašalnik vsebuje opise možnih pravil, ki vplivajo na odločitve in posledično na ravnanje posameznika v organizaciji. Odgovarjajoči izrazi strinjanje ali nestrinjanje s trditvami na sedem stopenjski lestvici.

### Vpliv posameznikove organizacijske pripadnost na odsotnost z delovnega mesta
Raziskovalci  so izhajali iz tro-komponentnega modela pripadnost. Zanimala jih je povezanost organizacijske pripadnosti in odsotnost z delovnega mesta. Odkrili so, da je pomembna povezava visoke normativne pripadnosti z visoko učinkovitostjo in povezava nizke kalkultativne pripadnosti z redkejšim manjkanjem na delovnem mestu. Bolj kot je človek starejši večji je vpliv nizke normativne pripadnost in visoke kalkulativne pripadnost na pogostost manjkanja na delovnem mestu. Torej starejši kot je človek bolj bo držala omenjena povezava.
Zaposlen, ki emotivno ali normativno pripada organizaciji, v redkejših primerih manjka na delovnem mestu. Občutek močne navezanost in obveze do organizacije vodita do redkejših odločitev, da zaposlen izostane od dela. Raziskovalci predvidevajo, da je morda za posameznike z afektivno in normativno pripadnostjo značilno, da se bojujejo proti stresnim situacijam. Le te bi lahko izzval izostanek s službe, zaradi česar se raje odločijo za odhod v službo kot da bi ostali doma. Za zaposlene z značilno kalkulativno pripadnostjo avtorji domnevajo, da se odsotnost z delovnega mesta kaže kot umik. Čeprav se lahko pogosta odsotnost z delovnega mesta v zaključni fazi izkaže kot odhod z delovnega mesta, kar pa za posameznika z visoko kalkulativno pripadnostjo ni značilno. Raje izostanejo z delovnega mesta kot da bi se odločili za odhod iz organizacije.

## Razvoj in ohranjanje pripadnosti tekom uvajanja sprememb v organizaciji
Izkazovanje podpore zaposlenim je bistvenega pomena za uspešno uvajanje sprememb v organizaciji. Spremembe so pomembne za vse, ne samo za druge – katerim so produkti ali storitve namenjene - temveč tudi za zaposlene v podjetju. S tem, ko vodja izkaže svojo pripadnost spremenjeni filozofiji delovanja organizacije in pokaže, da aktivno prakticira, kar govori motivira ostale zaposlene, da začnejo delovati v skladu s spremembami v organizaciji. Preko takšnega pristopa se lahko izognemo odporu proti spremembam pri zaposlenih. Pri uvajanju sprememb ni pomembno samo to, da zaposleni delujejo v skladu s spremembami, temveč tudi, da ohranjajo pripadnost organizaciji ali da začnejo razvijati pripadnost na novo ter vsled temu - verjamejo v nove, spremenjene ideje. Ne glede na to ali so spremembe bile zaželene ali nezaželene je pomembno, da vodja pri ohranjanju ali obnavljanju pripadnost organizaciji vključi vse zaposlene v razprave in odločanje pri pomembnih zadevah. Pripadnost posameznikov organizaciji se po mnenju Heller in Hindle (2000) povečuje z vključevanjem  zaposlenih v vse tri procese uvajanja sprememb: v začetna dogovarjanja o možnih spremembah, v razprave ob uvedenih spremembah in v vse nadaljnje razprave.

## Negativni vpliv na organizacijsko pripadnost žensk, ki so zaposlene v značilno moških poklicih
Zaposlene ženske, ki zaznajo figuro moškega kot bolj primerno za opravljanje poklica, se s poklicem manj identificirajo in večkrat izpostavijo željo po zapustitvi svoje karierne poti.  Avtorji navajajo poročanja žensk, ki so zaključile doktorski študij na oddelkih, kjer dominirajo moški. Ženske poročajo o slabši oz. nižji organizacijski pripadnosti, glede na moške zaposlene na istem oddelku.